# Hemistola piceacola
Hemistola piceacola (雲杉無繮青尺蛾?)  "polilla verde del abeto", es una especie de polillas de reciente descubrimiento, perteneciente a la familia Geometridae. Fue descrita por primera vez por en 2013, con distribución en la isla de Taiwán. El holotipo de la especie fue descrita en el sector Xiaofengkou de los montes Hehuan a aproximadamente 3000 metros (9842,5 pies) sobre el nivel del mar. Tiene gran similitud con otra especie de la región, H. monotona con el cual comparte un rango superpuesto en su distribución.

## Descripción
Es una polilla pequeña, con una envergadura de 24 milímetros (0,9 plg) en el macho y 22 mm en la hembra. La cabeza, el tórax, el abdomen y las alas son de color verde azulado. Esta especie tiene alas anteriores de aproximadamente 12 mm de largo. Las antenas de los machos son dentadas y se estrechan hacia el ápice, mientras que las de las hembras son filiformes.

### Alas
Las alas anteriores son triangulares, con un borde anterior de color marrón blanquecino y un ápice prominente. Las líneas medias, anterior y posterior son onduladas y blancas. Las alas posteriores tienen una línea media ondulada que se curva ligeramente hacia afuera. Los vellos externos del ala son de color verde azulado.

### Oruga
Las larvas tienen la cabeza marrón, el tórax y el abdomen verdes, con segmentos amarillos que recorren longitudinalmente las caras dorsal y lateral, las cuales presentan franjas anchas de color turquesa, densamente salpicadas de finas manchas blancas.

### Pupa
La pupa tiene la cabeza marrón rojiza y el cuerpo verde con marcas similares a las del tórax y el abdomen de la larva. Además, presenta manchas cortas longitudinales de color marrón rojizo a lo largo de los lados cerca del cuarto distal del abdomen, que es de color marrón rojizo. Las larvas y las pupas se asemejan a la hoja hospedante.

### Especies similares
H. piceacola tiene asociación cercana con H. monotona y H. fui, las tres espcies en regiones de distribución superimpuestas en la isla de Taiwán. Tiene afinidad también con H. arcilinea ubicada en el Tíbet y H. unicolor de la provincia de Yunnan, en China. Todas tienen asociaciones con coníferos como planta huésped. Se diferencian en base a su morfología genital.